# Acéclidine
L'acéclidine est une substance chimique ayant des propriétés cholinergiques. Elle est utilisée chez l'homme sous forme de collyre pour traiter le glaucome.
Ce médicament était commercialisé en France jusqu'en 2003 sous le nom commercial de Glaucostat (acéclidine seule) ou Glaucadrine (acéclidine associée à de l'adrénaline).